# Germano De Biagi
Pour les articles homonymes, voir Biagi.
Germano De Biagi, né en 1940 à Saint-Marin, est un homme politique saint-marinais, Capitaine-régent de Saint-Marin à trois reprises entre 1979 et 1992.

## Biographie
Il est nommé trois fois pour le Capitaine-régent de Saint-Marin et est élu au Grand Conseil général de 1978 à 2012 et est membre du Parti des socialistes et des démocrates de 2005 à 2012.
Il est aussi un entrepreneur dans le domaine de l'électronique et a fondé dans les années 1980, un magasin de l'électronique à Dogana à la frontière entre l'Italie et Saint-Marin, qui emploie 400 employés.
Il participé aux Championnats du Monde de la pêche sportive en 1975, termine troisième.
En 1985, il devient ainsi propriétaire du Saint-Marin Calcio, remportant quatre victoires de championnat, dont 3 consécutives, actuellement, l'équipe joue dans la Serie C1. De 2006 à 2011, il est aussi le président du club. Le 7 juin 2013, il vend ses parts majoritaires du club à Luciano Capicchioni, le président du Basket Rimini Crabs, qui achète l'intégralité des parts des autres actionnaires du club, devenant le nouveau propriétaire du Saint-Marin Calcio.
Le 2 avril 2012, il décide de quitter la politique après avoir été membre du Grand Conseil de 1978 à 2012 et ne s'est pas présenté à l'élection de 2012.